# نرسه (پسر پیروز)
نرسه (پارسی میانه: Narseh) یکی از شاهزادگان ساسانی در سده سوم میلادی در زمان حکومت شاپور یکم بود.

## زندگی

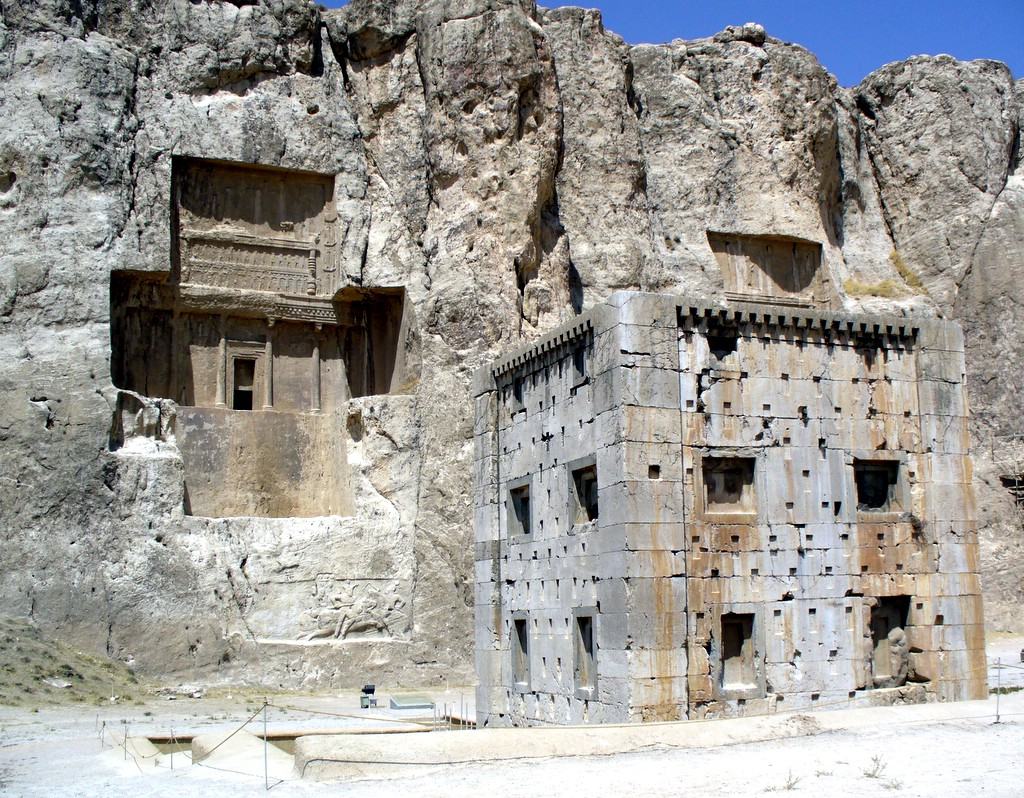
کعبه زرتشت، جایی که سنگ‌نوشته شاپور یکم حک شده‌است

از او در سنگ‌نوشته شاپور یکم بر کعبه زرتشت به عنوان شاهزاده (پارسی میانه: wispuhr) یاد شده‌است. او در این سنگ‌نوشته در میان ۶۷ نجیب‌زاده در رتبهٔ هشتم و در میان پنج شاهزاده در رتبه چهارم قرار دارد. با توجه به این سنگ‌نوشته نرسه عضو خاندان ساسان بوده‌است اما رابطه او با خانواده سلطنتی دقیقاً مشخص نیست. به گفته متن کتیبه او پسر پیروز بوده‌است و این پیروز می‌تواند پیروز، پسر اردشیر بابکان و برادر شاپور یکم، پیروز میشانی، پسر شاپور میشانشاه و نوهٔ شاپور یکم، پیروز کارن یا اسپبد پیروز باشد.